# Rhyacophila otica
Rhyacophila otica är en nattsländeart som beskrevs av David Etnier och Way 1973. Rhyacophila otica ingår i släktet Rhyacophila och familjen rovnattsländor. Inga underarter finns listade i Catalogue of Life.